# Літяга південна
Літяга південна (Glaucomys volans) — вид гризунів родини вивіркових.

## Поширення
Країни поширення: Канада (Онтаріо, Квебек), Гватемала, Гондурас, Мексика, США (Алабама, Арканзас, Коннектикут, Делавер, Округ Колумбія, Флорида, Джорджія, Іллінойс, Індіана, Айова, Канзас, Кентуккі, Луїзіана, Мен, Меріленд, Массачусетс, Мічиган, Міннесота, Міссісіпі, Міссурі, Небраска, Нью-Гемпшир, Нью-Джерсі, Нью-Йорк, Північна Кароліна, Північна Дакота, Огайо, Оклахома, Пенсильванія, Род-Айленд, Південна Кароліна, Теннессі, Техас, Вермонт, Вірджинія, Західна Вірджинія, Вісконсин). Віддає перевагу листяним та змішаним лісам, особливо буково-кленовим, дубово-горіховим і тополевим. Також зустрічається в старих садах.

## Життя

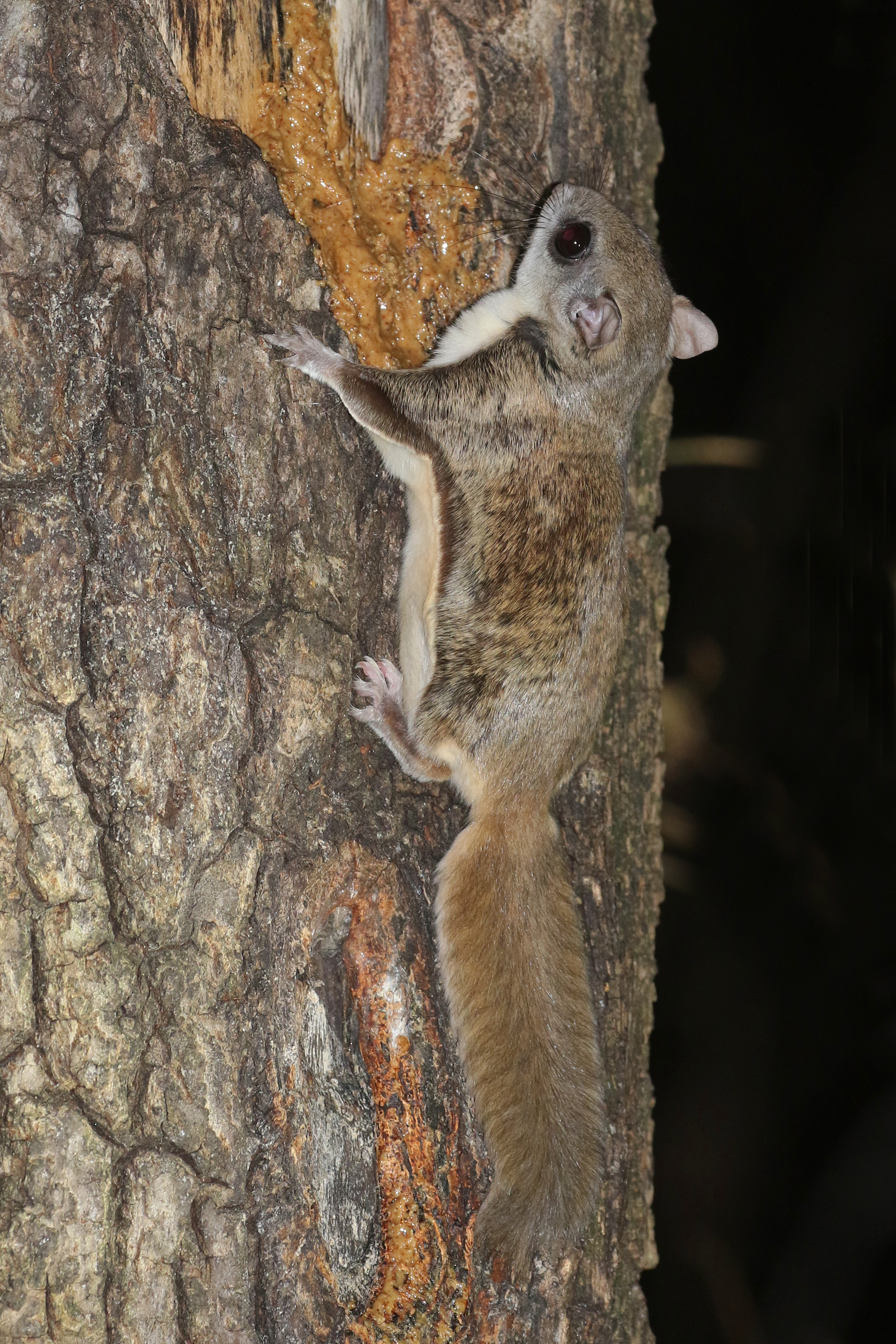
Glaucomys volans, Арлінгтон, Вірджинія

Використовує занедбані отвори пророблені дятлом, також використовує гнізда, кинуті птицею і гнізда вивірок. Ці тварини дуже товариські, особливо в зимовий час, коли утворюються комунальні гнізда. Раціон охоплює рослинні й тваринні продукти. Харчується комахами навесні, горіхами, насінням, фруктами до кінця року. Може їсти птахів (особливо яйця і молодь) і падло. Робить запаси на зиму. Вид активний уночі протягом усього року, за винятком украй холодних зим, коли тварина входить у стан заціпеніння. Хижаки: змії, сови, яструби, єноти, хатні коти.
Період вагітності становить близько 40 днів. Пік народжень у квітні-травні та в кінці літа на півночі, в кінці лютого-березні та вересні-жовтні на півдні. Молодь стає повністю незалежною близько 120-денного віку. Приплід звичайно складається 2-3 на півдні, 3-4 дитинчат на півночі. Самиці дають два приплоди на рік.

## Морфологічні особливості
Хутро зверху сіро-коричневе, з боків — темніше, знизу — кремового кольору. Має великі темні очі й плаский хвіст. Є пухнасті мембрани, які проходять між передніми та задніми ногами й використовуються, щоб ковзати по повітрю. Довжина тіла 12-14 см, довжина хвоста 9-11 см, вага до 190 г.